# شرکت رادیو ژاپن
شرکت رادیو ژاپن (انگلیسی: Japan Radio Company) شرکت رسانه‌ای ژاپنی است، که در سال ۱۹۱۵ تأسیس شد.